# Bunarkovke
Bunarkovke (lat. Montiaceae), biljna porodica iz reda klinčićolike. Postoji oko 220 vrsta i najmanje 11 rodova. Ime je dobila po rodu bunarka (Montia).
Predstavnici ove porodice su jednogodišnje raslinje do trajnice; listovi nasuprotni ili naizmjenični.

## Rodovi
Familia Montiaceae Raf. (273 spp.)
1. Tribus Phemerantheae Hershk.
  1. Phemeranthus Raf. (28 spp.)
  2. Schreiteria Carolin (1 sp.)
2. Tribus Calandrinieae Fenzl
  1. Cistanthe Spach (39 spp.)
  2. Montiopsis Kuntze (20 spp.)
  3. Calyptridium Nutt. ex Torr. & A. Gray (12 spp.)
  4. Thingia Hershk. (1 sp.)
  5. Philippiamra Kuntze (7 spp.)
  6. Lenzia Phil. (1 sp.)
  7. Calandrinia Kunth (18 spp.)
3. Tribus Hectorelleae Appleq., Nepokr. & W. L. Wagner
  1. Hectorella Hook.f. (1 sp.)
  2. Lyallia Hook.f. (1 sp.)
4. Tribus neopisan
  1. Rumicastrum Ulbr. (69 spp.)
5. Tribus Montieae Dumort.
  1. Montia L. (21 spp.)
  2. Claytonia L. (34 spp.)
  3. Lewisia Pursh (19 spp.)
  4. Lewisiopsis Govaerts (1 sp.)